# Maundia triglochinoides
Maundia triglochinoides ist die einzige Art der Gattung Maundia und Familie Maundiaceae innerhalb der Einkeimblättrigen Pflanzen. Sie kommt nur in Australien vor.

## Beschreibung

### Vegetative Merkmale
Maundia triglochinoides ist eine krautige, ausdauernde Pflanze. Sie bildet bis 5 mm dicke Rhizome. Entlang dem Rhizom stehen die Blätter büschelig. Die Blätter sind schwammig und aufgeblasen, im Querschnitt sind sie dreieckig. Sie sind bis 80 cm lang und 5 bis 10 mm breit. Die Blätter sind nicht in Stiel und Spreite differenziert, eine Ligula fehlt.

### Blütenstandsstiel
Der Blütenstandsstiel ist im Querschnitt kreisrund. Er hebt den Blütenstand über die Wasseroberfläche empor. Er trägt weder Blätter noch Schuppen. Die Epidermis des Stiels ist eine Zellschicht dick. Eine Rindenschicht fehlt oder besteht aus ein bis acht Zellschichten von dünnwandigen Zellen. Die Stele besteht aus zahlreichen Leitbündeln, die ohne Muster im Querschnitt verteilt sind. Die zentral liegenden Bündel sind dabei größer als die äußeren. Es sind kollaterale Leitbündel. In den größeren Leitbündeln liegt an der Stelle des Protoxylems eine Lakune. Die Tracheiden bilden eine hufeisenförmige Reihe um das Phloem. Die Tracheiden sind spiralförmig versteift mit bis zu fünf parallelen Spiralen pro Zelle. Tracheen wurden nicht beobachtet. Die peripheren Leitbündel sind meist invertiert, d. h. das Xylem liegt außen. Die größeren Bündel sind fast vollständig von einer Bündelscheide aus dünnwandigen, verholzten Fasern umgeben, kleinere Bündel haben nur an der Phloem-Seite Fasern, mittelgroße haben zwei Faserstränge an der Phloem- wie Xylem-Seite. Der Raum zwischen den Bündeln ist mit einem Aerenchym ausgefüllt. Dabei sind große Luftkanäle durch uniseriaten Reihen von dünnwandigen Zellen getrennt. In der Längsachse sind die Luftkanäle durch transverse Septen in Kammern unterteilt. Die Septen-Zellen sind perforiert und vermitteln so eine Verbindung zwischen den einzelnen Kammern. Außer den Faserzellen bei den Leitbündeln gibt es keine spezialisierten mechanischen Elemente im Stiel.

### Blütenstand
Der Blütenstand ist eine unverzweigte Ähre. Er ist bis 10 cm lang und 2,5 cm breit. Die Blüten stehen entlang des Blütenstands in regelmäßig alternierenden dreizähligen Wirteln. Vor der Anthese sind die Internodien sehr kurz, die Blüten stehen sehr dicht, sodass die Achse nicht sichtbar ist. Es sind sechs Orthostichen von Blüten zu erkennen. Nach der Anthese sind die Internodien gestreckt, die Achse ist zwischen den Blüten bzw. Früchten zu sehen. Es sind keine blütentragenden Brakteen oder Rudimente zu erkennen. Die Blüten sind vollständig sitzend, manchmal mit Ausnahme der obersten Blüten in der Ähre. Auch die Früchte sind daher sitzend und stehen senkrecht von der Achse ab.

### Blüte
Mit Ausnahme der obersten Blüten einer Ähre besitzen alle einen stabilen Grundbauplan. Die Blütenhülle besteht aus zwei Tepalen. Diese stehen transversal-abaxial. Sie sind grün und überragen die Staubblätter um 1,5 mm. Sie haben eine schmale Basis und sind mit dem Receptaculum an den Radien der beiden transverasl-abaxialen Staubblätter des inneren Staubblattwirtels befestigt. Sie haben einen kurzen Nagel, der sich allmählich zur fast kreisrunden Platte erweitert. Diese ist auffällig dick, an der abaxialen Seite befinden sich zahlreiche Stomata. Deren Schließzellen sind bohnenförmig.
Es gibt sechs Staubblätter in zwei alternierenden, trimeren Wirteln: im äußeren Wirtel gibt es ein medianes abaxiales Staubblatt und zwei transversal-adaxiale Staubblätter, im inneren ein medianes adaxiales und zwei transversal-abaxiale Staubblätter. Die Staubblätter sind gelb, tetrasporangiat und bithekisch. Staubfäden fehlen. Die Konnektive sind breit und sehr kurz, nur rund ein Drittel der Thekenlänge. Die Theken setzen sich frei weit über die Konnektive fort, und nur kurz unterhalb. Die Antheren öffnen sich extrors. Die Endothecium-Zellen besitzen faserige Verdickungen. Die Pollenkörner sind kugelig, inaperturat, die Pollenoberfläche ist reticulat.
Das Gynoeceum besteht aus vier Fruchtblättern, nur an der Spitze des Blütenstandes kann die Zahl variieren (drei bis fünf). Die Fruchtblätter sind 6 bis 8 Millimeter lang. Sie sind ausgeprägt schlauchförmig (ascidiat). An der Basis sind sie congenital über das Blütenzentrum miteinander verbunden. Der verbundene Teil ist etwa so lang wie der freie. Jedes Fruchtblatt enthält eine einzelne Samenanlage, die ventral ansetzt. Die Samenanlage ist hängend, bitegmisch und orthotrop. Die Mikropyle wird vom inneren Integument gebildet. Das äußere Integument besteht aus drei bis vier Zellschichten und enthält auffällige Luftkanäle.

### Alternative Interpretationen der Blütenorgane
Vor der detaillierten Studie von Sokoloff et al. 2013 gab es verschiedene Interpretationen zur Identität der Blüteorgane. Entweder besitzt die Blüte zwei Perianth-Segmente oder diese werden als zwei Hochblätter interpretiert. Die Staubblätter werden entweder als 12 je bilokuläre Staubblätter gezählt, oder die sechs äußeren werden als Perianth-Segmente interpretiert, während die inneren sechs als Staubblätter gedeutet werden; oder es sind 12 unilokuläre Staubblätter, die zu Paaren verwachsen sind. Alle 12 bilden Pollen und öffnen sich extrors. Die meist als Blüte interpretierte Struktur (Euanthien-Interpretation) wurde verschiedentlich auch als Blütenstand aus mehreren eingeschlechtigen Blüten interpretiert (Pseudanthien-These).

### Früchte
Nach der Befruchtung entwickelt sich vor allem der verwachsene Teil der Fruchtblätter, sodass er deutlich stärker entwickelt ist als der freie Teil. Staubblätter und teils auch die Tepalen verbleiben zur Fruchtreife an der Frucht.
In der sich entwickelnden Samenanlage kommt es im Bereich der Chalaza (im Nucellus) zu einem ungewöhnlichen Vorgang, der sehr selten unter den Angiospermen ist: Die Zellwände der Nucellus-Zellen am nächsten zur Chalaza lösen sich auf, es bildet sich eine sehr große, vielzellkernige Coenocyte. Diese enthält eine große Vakuole mit zahlreichen Cytoplasma-Strängen. Die Zellkerne dürften alle funktional sein. Die Funktion dieser Struktur ist nicht bekannt. Zwischen dieser Coenocyte und dem Endosperm liegen mehrere Lagen einzellkerniger Nucellus-Zellen.
Die Angaben, ob sich die Früchte zur Reife öffnen, variieren. Nach einer Interpretation öffnen sich die Früchte zur Reife, bleiben aber mit der zentralen Achse verbunden. Nach mehreren anderen Autoren gibt es jedoch keine morphologischen Anzeichen, dass sich die Früchte öffnen.
Das Exokarp ist eine Zellschicht dick und besteht aus kurzen, dünnwandigen Epidermiszellen. Sie besitzen Stomata mit bohnenförmigen Schließzellen, die Zahl der die Schließzellen umgebenden Zellen scheint nicht fixiert zu sein. Das Mesokarp ist vielschichtig und besteht vorwiegend aus mittelgroßen, dünnwandigen Zellen. Im mittleren und äußeren Bereich des Mesokarps sind große kugelige oder längliche Interzellularen vorhanden. Im mittleren Fruchtteil ist jedes Fruchtfach von mehreren Lagen Fasern, die eher dünne verholzte Zellwände besitzen, umgeben. Das Endokarp besteht nur aus der innersten Schicht der Fruchtwand.
Die Samen füllen das Fach praktisch vollständig aus. Die Mesotesta und die Exotesta sind im reifen Samen nicht mehr ersichtlich.

## Vorkommen
Maundia triglochinoides kommt nur in Australien vor. Hier ist sie auf die Bundesstaaten New South Wales und Queensland beschränkt. Nach Süden reicht das Areal bis ins südliche Sydney. Sie wächst in Sümpfen und flachem Süßwasser auf schwerem Lehmboden.  In beiden Bundesstaaten wird Maundia triglochinoides als gefährdet (vulnerable) eingestuft. Ursache für die Gefährdung ist Habitatverlust und -fragmentierung.
Die Blüte erfolgt in den warmen Monaten. Maundia triglochinoides ist wahrscheinlich windbestäubt (Anemophilie).

## Systematik
Die Maundiaceae sind eine Familie der Ordnung Alismatales. Innerhalb dieser Ordnung sind sie innerhalb der "petaloiden Klade" die Schwestergruppe von (Potamogetonaceae + Zosteraceae).
Die Art Maundia triglochinoides und die Gattung Maundia wurden 1858 von Ferdinand von Mueller erstbeschrieben. Traditionell wurde Maundia in die Familie Juncaginaceae gestellt. Nakai Takenoshin hat zwar 1943 eine eigene Familie Maundiaceae aufgestellt, dies wurde aber im Wesentlichen nur von Armen Takhtajan 1997 übernommen. Erst molekulargenetische Arbeiten durch von Mering und Kadereit 2010 und Les und Tippery 2013 zeigten, dass Maundia nicht zu den Juncaginaceae gehört. Basierend auf diesen Arbeiten hat die Angiosperm Phylogeny Group die Gattung 2016 als eigenständige Familie anerkannt.
Der Gattungsname Maundia ehrt den englisch-australischen Arzt John Maund (1823–1858).